# Tabogon
Tabogon è una municipalità di quarta classe delle Filippine, situata nella Provincia di Cebu, nella Regione del Visayas Centrale.
Tabogon è formata da 25 baranggay:
- Alang-alang
- Caduawan
- Camoboan
- Canaocanao
- Combado
- Daantabogon
- Ilihan
- Kal-anan
- Labangon
- Libjo
- Loong
- Mabuli
- Managase

- Manlagtang
- Maslog
- Muabog
- Pio
- Poblacion
- Salag
- Sambag
- San Isidro
- San Vicente
- Somosa
- Taba-ao
- Tapul